# Megalithanlage von Ballindoon

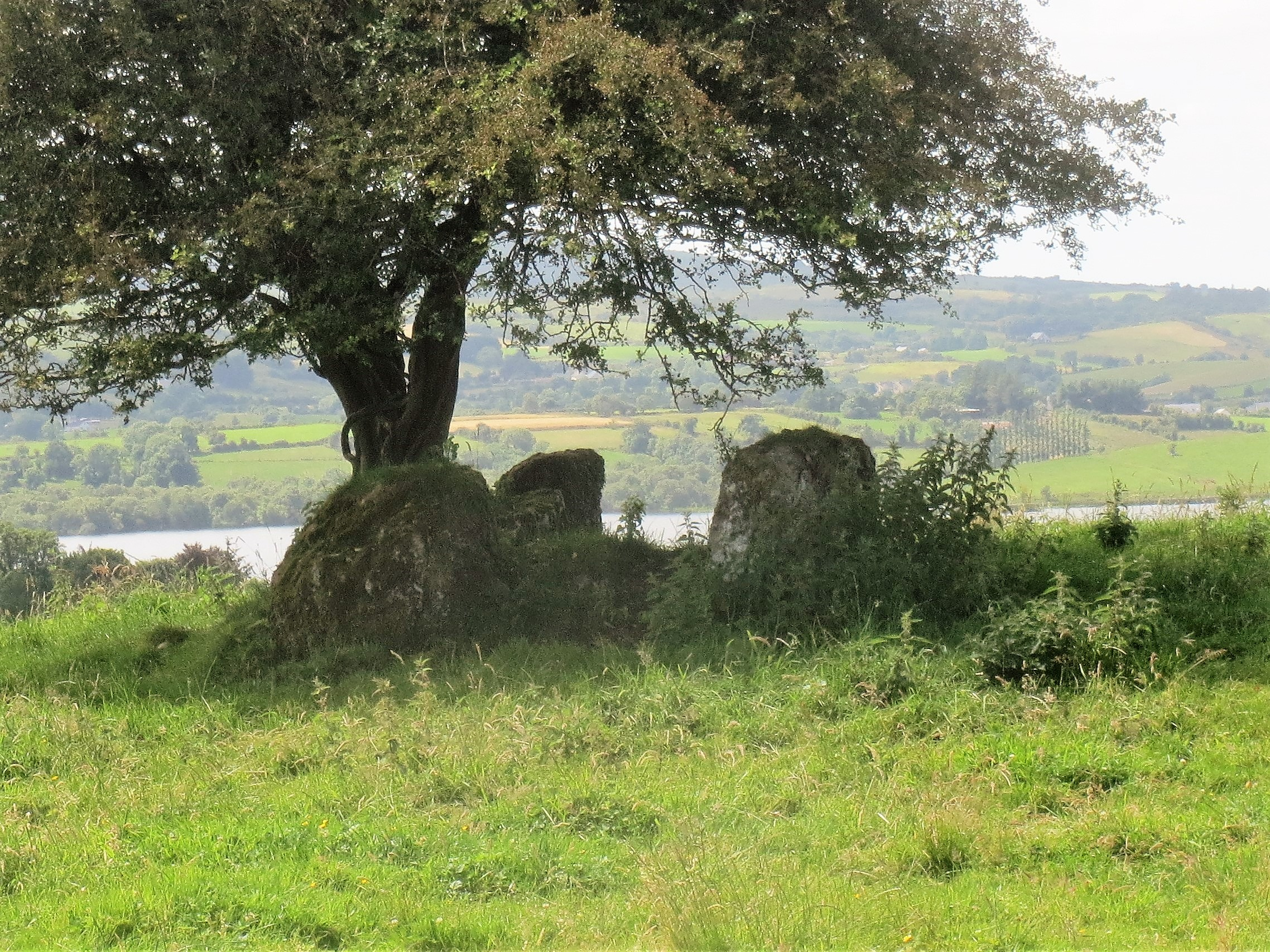
Ballindoon

Die Megalithanlage von Ballindoon (lokal auch Giant’s Grave genannt) ist eine zwischen 4000 und 2500 v. Chr. in der Jungsteinzeit errichtete Megalithanlage im gleichnamigen Townland und gleichnamigen Dorf (irisch Baile an Dúin) in felsiger Lage an einem Westhang östlich des Lough Arrow, (irisch Loch Arbhach) im Süden des County Sligo in Irland.
Die nicht genau zu klassifizierende Struktur befindet sich am südöstlichen Ende eines West-Ost orientierten ovalen Hügels, von etwa 13,0 × 10,0 m. Zwei Platten liegen am nördlichen Ende des Hügels. Das östliche Ende einer Galerie, mit einer Länge von 3,5 m und einer Breite von 1,2 m besteht aus einem Orthostat am Nord- und zweien am Südende.
Gelegentlich wird die Anlage als Portal Tomb eingestuft.
In der Nähe liegen das Kloster Ballindoon und das Court Tomb von Moytirra East.